# Le Mas-d’Azil
Le Mas-d’Azil település Franciaországban, Ariège megyében. Lakosainak száma 1236 fő (2022. január 1.). Le Mas-d’Azil Allières, La Bastide-de-Sérou, Les Bordes-sur-Arize, Camarade, Campagne-sur-Arize, Clermont, Durban-sur-Arize, Gabre, Montfa, Montseron és Sabarat községekkel határos.

## Népesség
A település népessége az elmúlt években az alábbi módon változott:
| Lakosok száma | 1682 | 1404 | 1307 | 1219 | 1187 | 1187 | 1166 | 1145 | 1181 | 1236 |
|               | 1968 | 1982 | 1990 | 2006 | 2013 | 2015 | 2017 | 2019 | 2020 | 2022 |